# Airavata
En el hinduismo, Airávata (ऐरावत) es un elefante blanco con siete trompas que es propiedad de Indra.

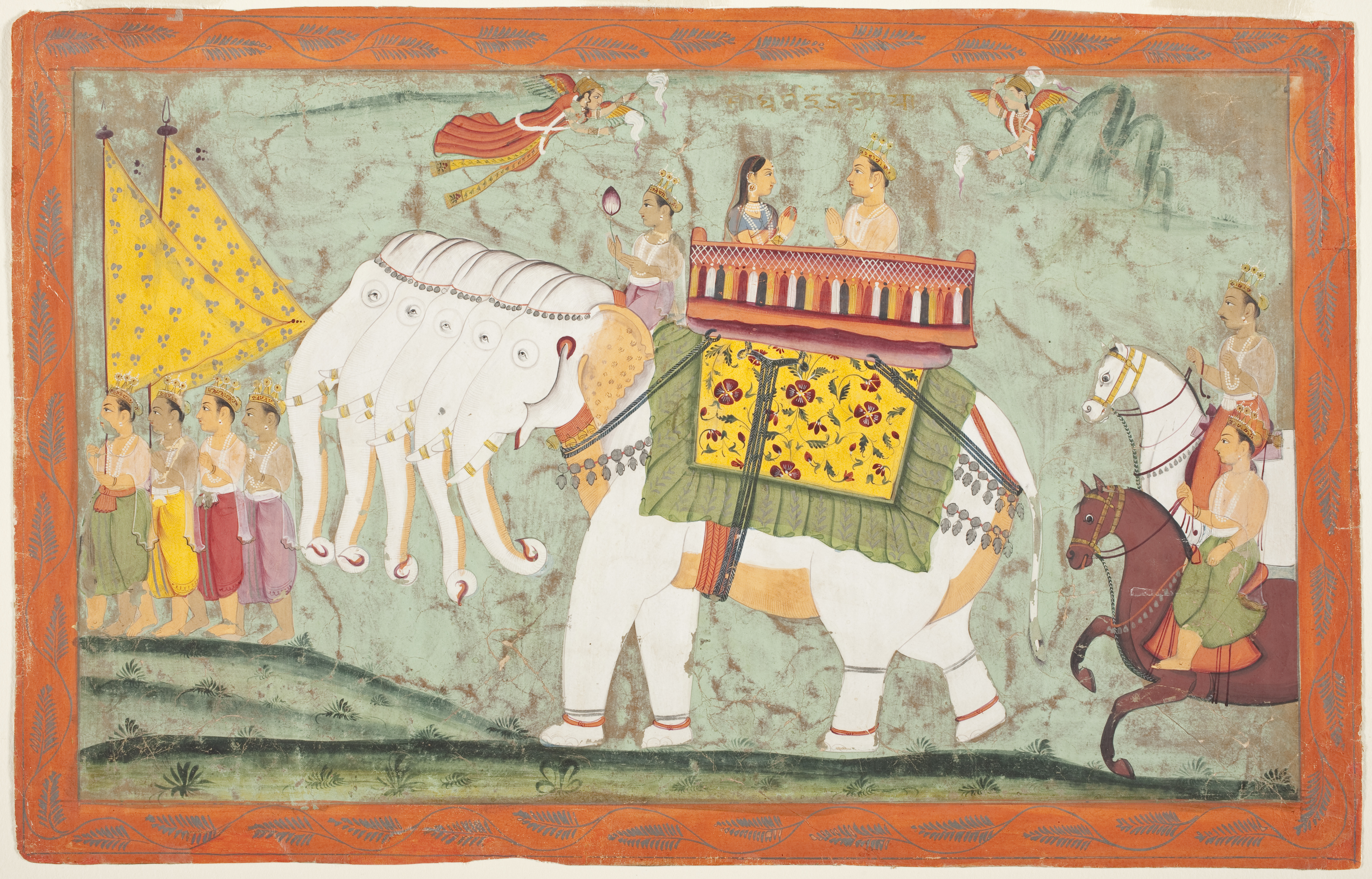
Indra (alias Sakra) y Sachi sobre el elefante de cinco cabezas Airavata, Folio de un texto Jain, Panchakalyanaka, 1670-1680, Cuadro en el museo LACMA originalmente de Amber, Rajastán

## En la tradición hinduista

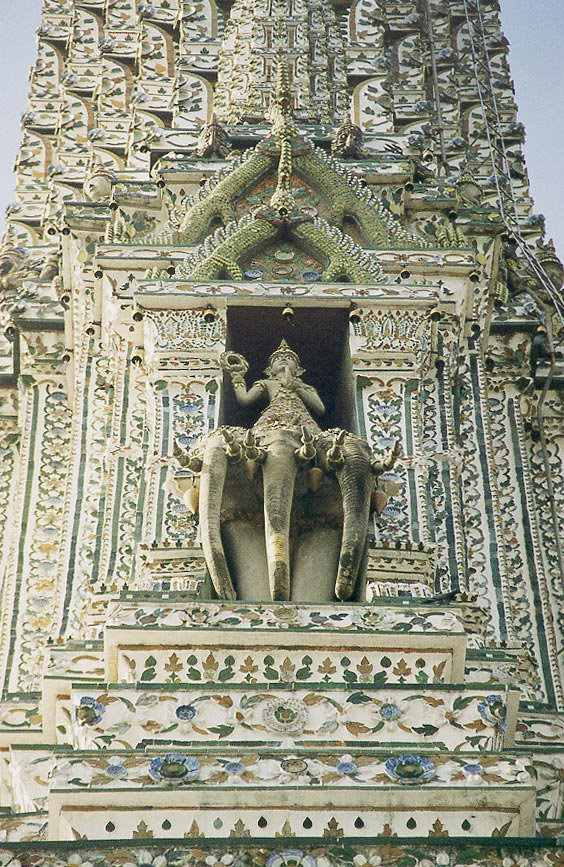
Erawan, Tres cabezas, Wat Arun, murales, placas, loza, Wat Arun - prang central, Śakra (budismo)

Según el Ramayana, su madre era Iravati. Según el Matangalila, Airavata nació cuando Brahmā cantó los himnos sagrados sobre las dos mitades de la cáscara de huevo de la que nacería Garuda, Ardha-Matanga (Airavata), y luego seguido por siete hombres y ocho elefantes hembra más. Prithu hizo rey de todos los elefantes a Airavata. Uno de sus nombres significa "el que une o teje las nubes", debido al mito de que estos elefantes son capaces de producir las nubes.
Las ocho deidades guardianes que presiden los ocho puntos cardinales se sientan cada uno en un elefante. Cada uno de esos elefantes toma parte en la defensa y protección de sus distritos respectivos. El principal de ellos es Airavata, de Indra. También es llamado "Ardha-Matanga", que significa "elefante de las nubes"; "Naga-malla", que significa "El elefante luchador". Airavata tiene cuatro colmillos y siete trompas y es de un blanco impecable.
En la mitología de Indra se hace hincapié en la conexión de los elefantes con el agua y la lluvia, pues Indra monta el elefante Airavata cuando derrota a Vritra. Este poderoso elefante llega con su trompa hasta el inframundo acuoso, absorbe el agua y, a continuación, la rocía en las nubes, lo que provoca que Indra produzca lluvia de agua dulce, vinculando así las aguas del cielo con la de los infiernos. Airavata también se encuentra en la entrada de Svarga, el palacio de Indra.
Hay una referencia a Airavata en el Bhagavad-gītā:
«Entre los caballos, conóceme como Uchaisravam (nacido del néctar de la inmortalidad), entre los elefantes reales soy Airavata y entre los hombres soy el monarca» (Bhagavad-gītā, capítulo 10, verso 27).
Darasuram, cerca de Tanjore, es un templo donde se cree que Airavata adoraba el lingam de Shivá. En honor a él, el lingam del lugar es llamado Airavateswara. Este templo fue construido por Rajarja Chola II (1146-1173). Abunda en esculturas y trabajos arquitectónicos extraños.
La UNESCO (Organización de las Naciones Unidas para la Ciencia y la Cultura) ha declarado al templo Brihadisvara de Gangaikondacholapuram, en el distrito Perambalur, y al templo Airavatesvara de Darasuram, en el distrito de Thanjavur, "monumentos patrimonio de la humanidad", por ser dos ejemplos de la grandeza y la excelencia de la arquitectura y escultura Chola.

## Erawan

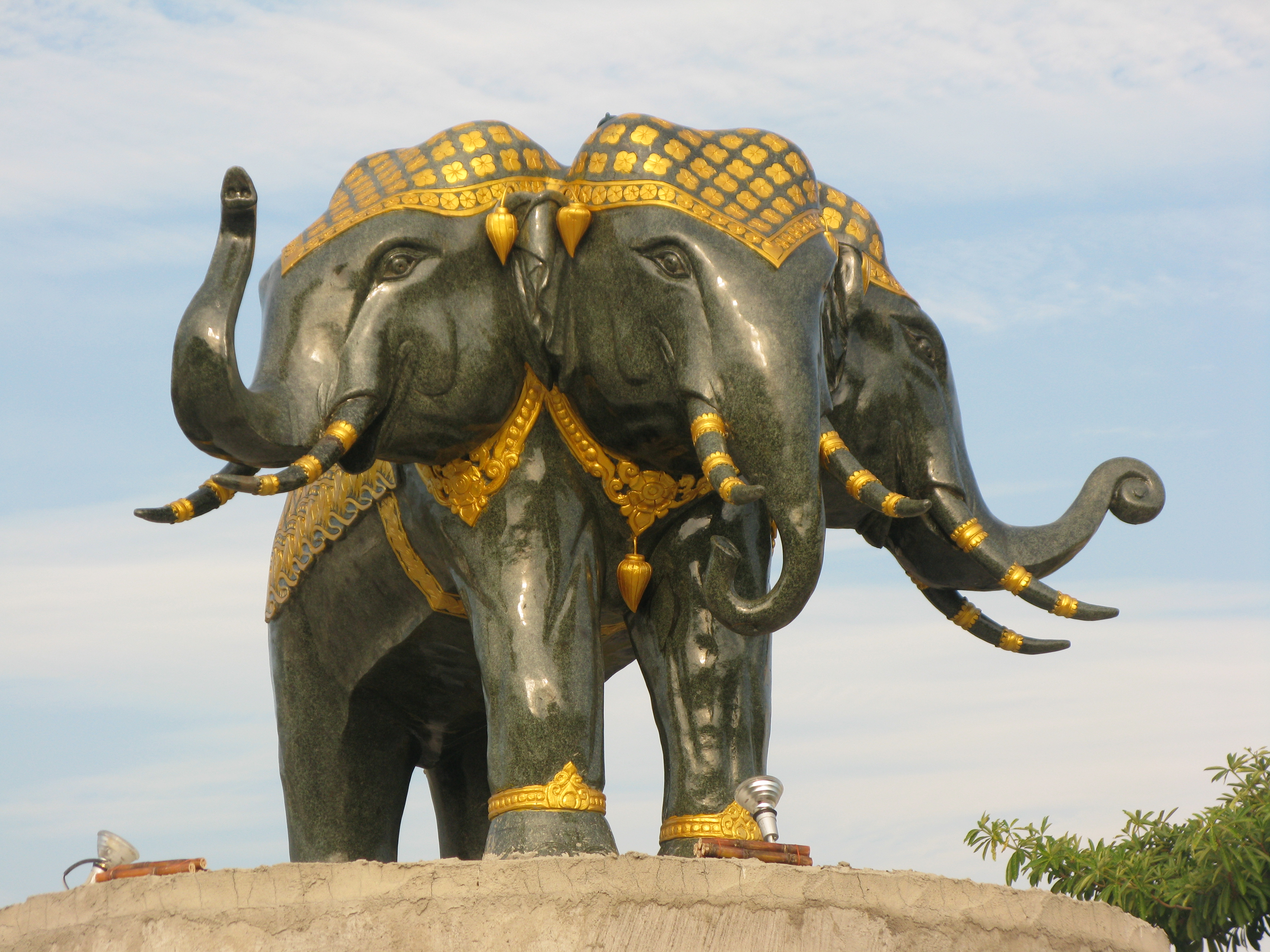
Estatua de Erawan en Chiang Mai, Tailandia

Erawan (en tailandés: เอราวัณ) es el nombre tailandés de Airavata.
Es representado como un gran elefante, que tenía tres y a veces hasta 33 cabezas. Las cabezas se muestran a menudo con más de dos colmillos. Algunas estatuas muestran al  dios hindú Indra cabalgando sobre Erawan.
A veces se asocia con el reino de Lan Xang y el desaparecido reino de Laos. Han usado a Erawan, más comúnmente conocido como "El elefante de las tres cabezas" en su bandera nacional.